# Parafia Niepokalanego Serca Najświętszej Maryi Panny w Hucisku
Parafia Niepokalanego Serca Najświętszej Maryi Panny w Hucisku – parafia rzymskokatolicka w Hucisku należąca do dekanatu Sucha Beskidzka archidiecezji Krakowskiej. Erygowana w 1948, mieści się pod numerem 178.
Do 1939 roku Hucisko należało do parafii w Jeleśni i Ślemieniu. W latach 1936–1939 w wiosce wybudowano kościół pod wezwaniem Niepokalanego Serca Maryi. Przy tym kościele książę kardynał Adam Stefan Sapieha w 1948 roku utworzył parafię. Obejmuje ona: Hucisko, Pewelkę, Olszówkę i Wytrzeszczon, w którym znajduje się kaplica filialna pod wezwaniem Maryi Królowej Polski. Parafia liczy sobie około 900 wiernych. Od 1 lipca 2009 roku proboszczem jest ksiądz Zbigniew Oczkowski, któremu w duszpasterstwie pomaga jako rezydent poprzedni proboszcz ksiądz Józef Łuka.